# 그린세이버
《그린세이버》는 스튜디오 카브가 제작한 애니메이션이다. 4대 3 화면비로 제작되었으며, 2009년 11월 9일부터 2010년 5월 3일까지 SBS에서 방송되었다.

## 기획 의도
지구 곳곳의 희귀한 동물 친구들과의 생생한 만남을 통해 자연과 생명의 소중함을 깨닫게 하는 어린이 교육 애니메이션이다.

## 방송 일시
| 방송사 | 방송일                           | 방송 시간                   |
| ------ | -------------------------------- | --------------------------- |
| SBS    | 2009년 11월 9일 ~ 2010년 5월 3일 | 월 ~ 화 오후 4시 ~ 4시 30분 |

## 제작진
- 기획 : 신정관, 안용수
- 감독 : 유재운
- 배급 : 성하묵, 김은주
- 책임 프로듀서 : 곽경숙, 안순범
- 제작 총괄 : 김신화
- 제작 프로듀서 : 안성은, 김수련, 이종호, 나건형
- 시리즈 구성 · 각본 : 박성은
- 각본 : 황석연, 강나루
- 캐릭터 디자인 : 유재운, 이다슬
- 매뉴얼 디자인 : 한상희, 최승우
- 콘티 : 최지원, 김신애, 박대일
- 원화 : 원태성, 이다슬, 김순연, 이주학
- 동화 작감 : 황수진, 신금섭, 김선우, 정영희
- 동화 협력 : 타임프로덕션
- 동화 : 김선우, 정나리, 이명희, 김보라, 이지혜, 정유미
- 배경 감독 : 유미옥, 이혜영
- 색 지정 : 송승희, 양민아, 김금주
- 촬영 감독 : 원제형
- 디지털 합성 : 정인범
- 디지털 채색 : 유양미, 송승희, 최순이
- 음향 감독 : 임현준
- 음악 감독 : 마조
- 녹음 연출 : 안성은
- 음향 : 믹스미디어, 퍼니 벅스
- 출력 편집 : 믹스미디어
- 종합 편집 : 김민호
- 여는 곡 : 내일로 점프
  - 작사 · 작곡 · 가수 : 로맨틱펀치
- 닫는 곡 : 열정의 시대
  - 작사 · 작곡 : 플립(박상욱)
  - 가수 : 힌트
- 기획 : SBS
- 제작 : 스튜디오 카브

## 방송 회차
| 회차       | 본방송일         | 재방송일         | 부제                    |
| ---------- | ---------------- | ---------------- | ----------------------- |
| 1          | 2009년 11월 9일  | 2009년 12월 7일  | 날씨가 왜 이래          |
| 1          | 2009년 11월 9일  | 2009년 12월 7일  | 출동 그린세이버         |
| 2          | 2009년 11월 10일 | 2009년 12월 14일 | 하마의 땀               |
| 2          | 2009년 11월 10일 | 2009년 12월 14일 | 나롱이의 뜨거운 승부    |
| 3          | 2009년 11월 16일 | 2009년 12월 21일 | 하늘을 멋지게 나는 법   |
| 3          | 2009년 11월 16일 | 2009년 12월 21일 | 북극의 위기             |
| 4          | 2009년 11월 17일 | 2009년 12월 28일 | 나롱이의 반성           |
| 4          | 2009년 11월 17일 | 2009년 12월 28일 | 숨 쉬기가 힘들어        |
| 5          | 2009년 11월 23일 | 2010년 1월 4일   | 벌새의 꽃밭             |
| 5          | 2009년 11월 23일 | 2010년 1월 4일   | 쓰레기 마을             |
| 6          | 2009년 11월 24일 | 2010년 1월 11일  | 벌거숭이 군함새         |
| 6          | 2009년 11월 24일 | 2010년 1월 11일  | 오아시스를 지켜라       |
| 7          | 2009년 11월 30일 | 2010년 1월 18일  | 판타지 아일랜드         |
| 7          | 2009년 11월 30일 | 2010년 1월 18일  | 모두의 마음을 하나로    |
| 8          | 2009년 12월 1일  | 2010년 1월 25일  | 일어나 부비             |
| 8          | 2009년 12월 1일  | 2010년 1월 25일  | 나롱이의 누명           |
| 9          | 2009년 12월 8일  | 2010년 2월 1일   | 춤추는 코비             |
| 9          | 2009년 12월 8일  | 2010년 2월 1일   | 고릴라의 오해           |
| 10         | 2009년 12월 15일 | 2010년 2월 8일   | 초음파 소녀 배티        |
| 10         | 2009년 12월 15일 | 2010년 2월 8일   | 배고픈 코알라           |
| 11         | 2009년 12월 22일 | 2010년 2월 16일  | 뿔 잃은 루돌프          |
| 11         | 2009년 12월 22일 | 2010년 2월 16일  | 해파리 소동             |
| 12         | 2009년 12월 29일 | 2010년 2월 22일  | 햇빛이 필요해           |
| 12         | 2009년 12월 29일 | 2010년 2월 22일  | 아기가 사라졌어요       |
| 13         | 2010년 1월 5일   | 2010년 3월 2일   | 잠 못 자는 미어캣       |
| 13         | 2010년 1월 5일   | 2010년 3월 2일   | 나는야 바다사나이       |
| 14         | 2010년 1월 12일  | 2010년 3월 9일   | 파란 발 부비새          |
| 14         | 2010년 1월 12일  | 2010년 3월 9일   | 레이 사부님의 가르침    |
| 15         | 2010년 1월 19일  | 2010년 3월 15일  | 파튤라 마을의 가뭄      |
| 15         | 2010년 1월 19일  | 2010년 3월 15일  | 그림 그리는 천산갑      |
| 16         | 2010년 1월 26일  | 2010년 3월 22일  | 집 잃은 황제펭귄 가족   |
| 16         | 2010년 1월 26일  | 2010년 3월 22일  | 우디를 지켜줘           |
| 17         | 2010년 2월 2일   | 2010년 3월 29일  | 전설의 핑거 보드        |
| 17         | 2010년 2월 2일   | 2010년 3월 29일  | 사라진 아짱나           |
| 18         | 2010년 2월 9일   | 2010년 4월 5일   | 미소천사 라디           |
| 18         | 2010년 2월 9일   | 2010년 4월 5일   | 황제 수염 원숭이 타마린 |
| 19         | 2010년 2월 16일  | 2010년 4월 12일  | 무공해 과수원           |
| 19         | 2010년 2월 16일  | 2010년 4월 12일  | 잔디밭을 지켜라         |
| 20         | 2010년 2월 23일  | 2010년 4월 13일  | 바다가 빨개졌어         |
| 20         | 2010년 2월 23일  | 2010년 4월 13일  | 괴력의 코뿔소 빅코      |
| 21         | 2010년 3월 2일   | 2010년 4월 19일  | 이상한 운동회           |
| 21         | 2010년 3월 2일   | 2010년 4월 19일  | 엉터리 탐정 카멜        |
| 22         | 2010년 3월 9일   | 2010년 4월 20일  | 불쌍한 카카             |
| 22         | 2010년 3월 9일   | 2010년 4월 20일  | 카카의 기억상실         |
| 23         | 2010년 3월 16일  | 2010년 4월 26일  | 선택 받은 이유          |
| 23         | 2010년 3월 16일  | 2010년 4월 26일  | 우리 모두의 마음        |
| 24         | 2010년 3월 23일  | 2010년 4월 27일  | 부활 전설의 동물        |
| 24         | 2010년 3월 23일  | 2010년 4월 27일  | 의지의 수달 우꺄        |
| 25         | 2010년 3월 30일  | 2010년 5월 3일   | 아짱나의 눈물           |
| 25         | 2010년 3월 30일  | 2010년 5월 3일   | 돈조 일당 최후의 작전   |
| 최종화(26) | 2010년 4월 6일   | 2010년 5월 3일   | 지구 멸망의 날          |
| 최종화(26) | 2010년 4월 6일   | 2010년 5월 3일   | 우리들의 지구           |

## 같이 보기
- 스튜디오 카브
- 뚜루뚜루뚜 나롱이
- 쾌걸롱맨 나롱이
- 스피어즈